# Xã Hire, Quận McDonough, Illinois
Xã Hire (tiếng Anh: Hire Township) là một xã thuộc quận McDonough, tiểu bang Illinois, Hoa Kỳ. Năm 2010, dân số của xã này là 229 người.